# Rózsapallaghegy
Rózsapallaghegy (Prilog-Vii), település Romániában, a Partiumban, Szatmár megyében

## Fekvése
Rózsapallag mellett fekvő település.

## Története
Rózsapallaghegy Avasújvároshoz tartozó falu, mely Rózsapallagtól vált  külön, és lett önálló település.
1910-ben 121 lakosából 65 román 56 magyar volt.
1944-ben Szatmár vármegye Avasújvárosi járásához tartozott.